# Іслам і діти
Тема ісламу й дітей охоплює ісламські принципи розвитку дитини, права дітей в ісламі, обов'язки дітей щодо батьків, а також права батьків щодо своїх дітей — як біологічних, так і прийомних.
Іслам визначає три чіткі етапи розвитку дитини, кожен з яких триває 7 років — від народження і до 21 року. Кожному етапу відповідають конкретні настанови щодо того, чого має навчатися дитина, а також якими повинні бути її стосунки з батьками.
Мусульмани мають право на шлюб, влаштований їхніми батьками, коли досягають відповідного віку, хоча Коран не встановлює точного віку. Різні традиції і країни мають власне уявлення про готовність до шлюбу.
Виховання (опіка) дітей дуже заохочується, однак усиновлення, за якого дитину починають вважати «власною», не вітається. Замість цього дитина повинна зберігати свою «натальну ідентичність» — тобто знати й зберігати зв'язок зі своїм походженням.

## Розвиток дитини
В одному з хадисів пророк Мухаммад описав три етапи розвитку дитини, кожен з яких триває сім років. Згідно з його словами:
- Перші сім років дитина має мати свободу досліджувати свої інтереси, дивитися, торкатися й експериментувати з речами за власним бажанням — з мінімальним або повною відсутністю втручання з боку батьків. У цей період основна роль покладається на матір, яка має будувати й плекати здоровий емоційний зв'язок із дитиною.
- У другі сім років дитині слід прищеплювати розуміння добра й зла, а за потреби — вдаватися до виховної дисципліни. Саме в цей період батьки мають формувати звички до молитви та вивчення Корану. На цьому етапі головну роль має відігравати батько.
- У третій період — від 14 до 21 року — стосунки між дитиною та батьками мають ставати дружніми й партнерськими, з більшою довірою й взаємоповагою.

## Права дитини

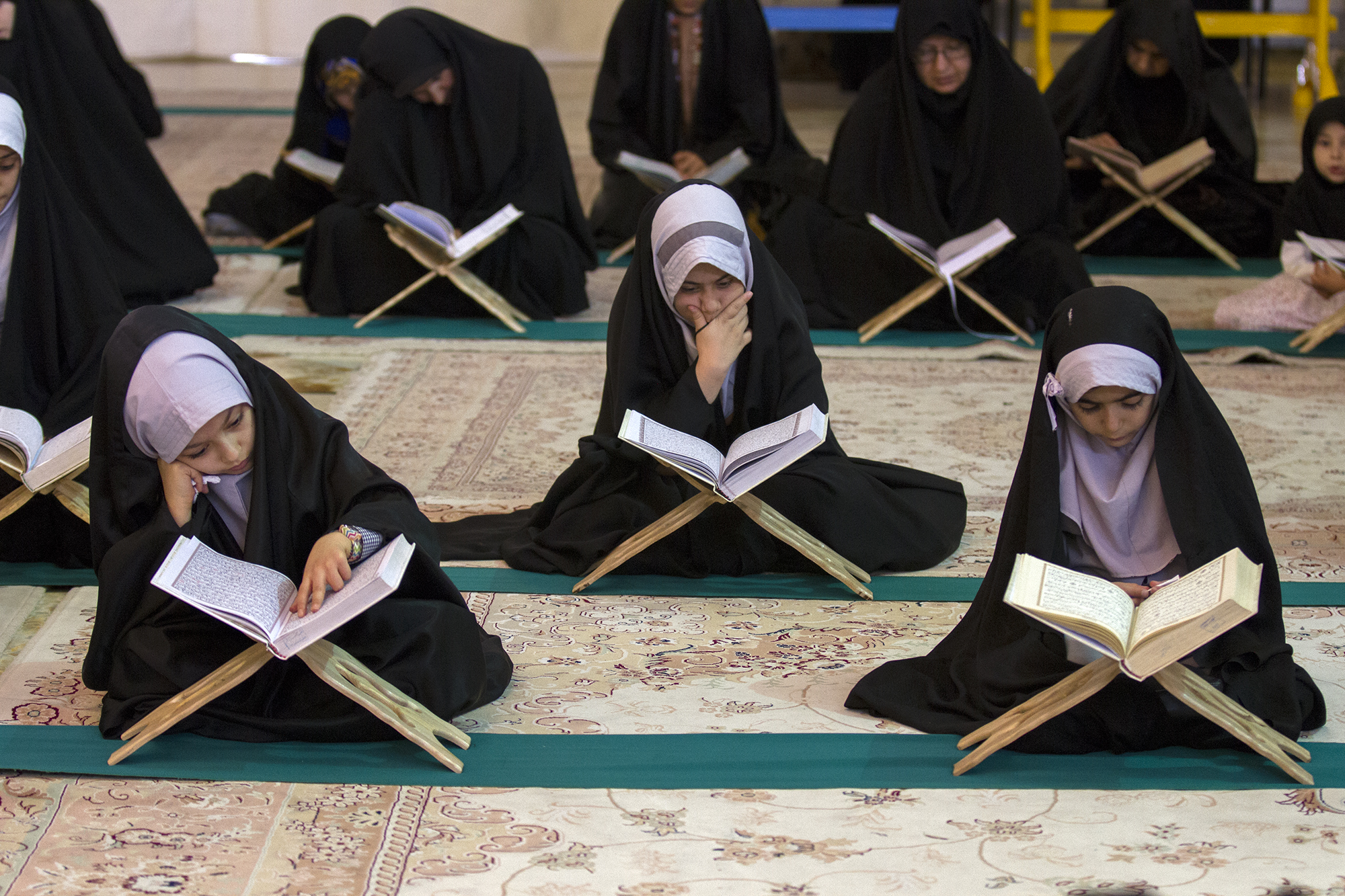
Дівчата-шиїтки вивчають Коран, розташувавши його на складних підставках (рехаль) під час Рамадану в місті Кум, Іран.

Мухаммад сказав: «Кожен із вас — захисник, опікун і відповідальний за тих, хто перебуває під його піклуванням. І чоловік є опікуном членів своєї родини й несе відповідальність за тих, хто довірений йому».
Одним із прав, яке мають діти над своїми батьками, є право на забезпечення шлюбу, коли дитина досягає відповідного віку, без необґрунтованого зволікання.
Діти мають право на рівне ставлення щодо своїх братів і сестер, зокрема у питаннях матеріальних подарунків.

## Шлюб

### Згода
Усі сунітські та шиїтські правові школи погоджуються, що примусові шлюби суворо заборонені в ісламі, адже ісламський шлюб є договором між двома сторонами, які дають усвідомлену згоду, і називається мітхак. Крім того, Мухаммад надав жінкам право розірвати шлюб, якщо він був укладений без їхньої згоди:
«Коли чоловік віддає свою доньку заміж, а вона з цим не згодна, шлюб має бути анульований». Одного разу дівиця прийшла до Пророка й повідомила, що батько одружив її з чоловіком проти волі. Пророк надав їй право відмовитися від такого шлюбу.
Школа права Малікі надає право іджбару опікуну. Іджбар означає анулювання шлюбу через заперечення чоловічого опікуна. За Маліком ібн Анасом, через недосвідченість діти можуть обрати невідповідного партнера, тому опікуну надається право іджбару, щоб він міг скасувати вибір дитини, якщо вважає його недоречним. Це юридичне право, надане опікуну щодо дівчат у правовій школі Малікі.

### Вік
Іслам, за словами Рубена Леві, не встановлює чітких вікових меж для шлюбу, і «досить юних дітей можна легально одружувати». Проте дівчина не повинна жити з чоловіком доти, доки не буде готова до шлюбних сексуальних стосунків. Школа ісламського Ханафі дотримується фікху (думки), що дружину не слід забирати до дому чоловіка, доки вона не досягне фізичної зрілості для сексуальних відносин. Леві додає:
«У разі суперечки між чоловіком і валі (найближчим чоловіком-опікуном нареченої) справа передається судді (каді), який призначає двох поважних жінок (матрон), щоб ті оглянули дівчину і доповіли про її фізичну готовність до шлюбу. Якщо вони вирішують, що дівчина занадто молода, вона має повернутися до батьківського дому, доки не буде визнана готовою. Заручини можуть відбуватися у будь-якому віці. Сам шлюб — пізніше, але вік шлюбу відрізняється в різних країнах».— Рубен Леві, Соціальна структура ісламу
В ісламській юридичній термінології баліг означає людину, яка досягла зрілості, статевого дозрівання або повноліття і несе повну відповідальність за ісламським законом. Правові теоретики визначають різний вік і критерії досягнення цього стану як для чоловіків, так і для жінок. Для жінок баліг або балагхат у контексті сексуальної зрілості проявляється початком менструації. Проте тільки після досягнення окремої умови, званої рушд, або інтелектуальної зрілості для управління власним майном, дівчина може отримати своє придане.

## Усиновлення й опіка

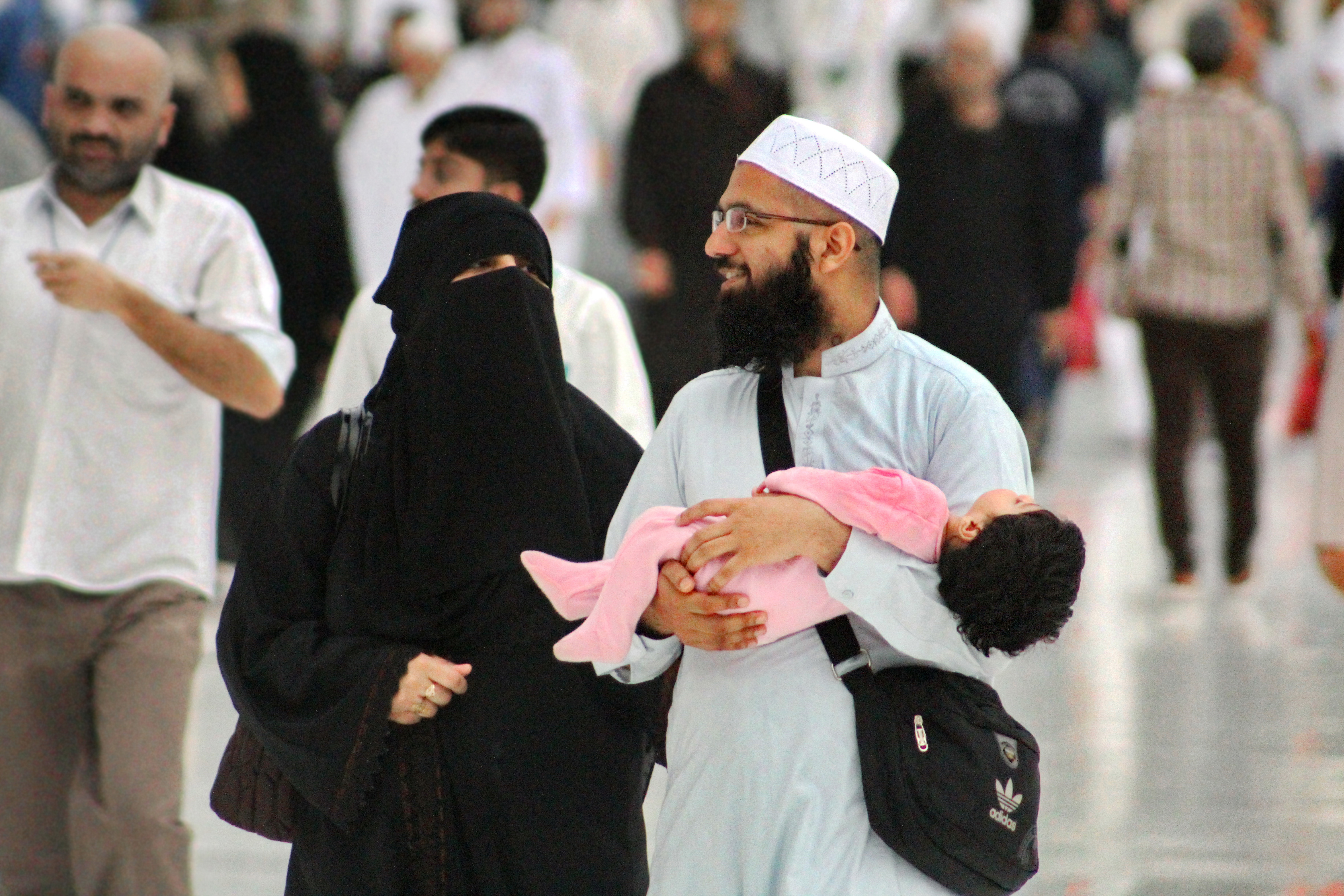
Мусульманське подружжя з дитиною в мечеті аль-Харам, Мекка, Саудівська Аравія.

Іслам настійно заохочує опіку над дітьми, яку розуміють як «взяття на себе часткової або повної відповідальності за дитину замість біологічних батьків». Однак іслам забороняє називати таку дитину своєю власною або створювати будь-які «фіктивні родинні зв'язки». Ісламська форма усиновлення іноді називається опікою або частковим усиновленням, і вона схожа на відкрите усиновлення. Традиційно іслам розглядав юридичне усиновлення як джерело потенційних проблем, наприклад, неусвідомлений шлюб між «усиновленими» братами й сестрами або помилки в розподілі спадщини.
Усиновлення було поширеною практикою в доісламській Аравії. Згідно з тодішніми звичаями, усиновлений син брав прізвище прийомного батька та юридично ставав повноправним членом нової родини. Іслам розглянув таку практику як стирання натальної ідентичності. Таке усиновлення іноді здійснювалося з емоційних міркувань, як-от жалість, але також було способом, через який рабів позбавляли їхнього походження та давали їм ім'я поневолювача. Коран скасував доісламську практику усиновлення й натомість закликав віруючих ставитися до дітей невідомого походження як до братів у вірі.

## Взаємодія Мухаммада з дітьми
Мухаммад мав сім дітей — трьох синів і чотирьох доньок. Усі його сини, включно з Ібрагімом ібн Мухаммадом, померли в дитинстві. Через це його досвід батьківства іноді описують як «сповнений смутку». У Мухаммада також був прийомний син Зейд, якого вважають об'єктом його батьківської любові. У нього також було двоє онуків — Хасан і Хусейн, а також три онучки — Умм Кульсум, Зайнаб та Умама. В одній з ісламських традицій Мухаммад грався з Хусейном, бігав за ним, поки не спіймав. Також відомо, що Мухаммад дозволяв Умамі сидіти на своїх плечах під час молитви. Коли хтось висловив здивування тим, що Пророк поцілував онука, він відповів: «Що я можу зробити, якщо Бог позбавив твоє серце людських почуттів?».
Мухаммада описують як людину, що дуже любила дітей загалом. Ватт пов'язує це з тугою Мухаммада за дітьми, адже більшість його власних дітей померли ще за його життя. Він утішав дитину, у якої помер ручний соловейко. Мухаммад часто грався з дітьми, жартував із ними та товаришував. Він також виявляв любов до дітей інших релігій. Одного разу він відвідав сина свого єврейського сусіда, коли перший захворів.
Одного разу Мухаммад сидів із дитиною на колінах, і та помочилася на нього. Засоромлений батько насварив дитину. Мухаммад зупинив батька й порадив йому: «Це не така вже й велика проблема. Мої речі можна випрати. Але будь обережний у поводженні з дитиною. Що зможе відновити її самоповагу після того, як ти так із нею вчинив прилюдно?».